# Hypericum libanoticum
Hypericum libanoticum är en johannesörtsväxtart som beskrevs av Robson. Hypericum libanoticum ingår i släktet johannesörter, och familjen johannesörtsväxter. Inga underarter finns listade i Catalogue of Life.
Arten förekommer i Libanon och i angränsande regioner av Israel och Syrien. Den växer i bergstrakter mellan 1000 och 2600 meter över havet. Denna växt hittas ofta i klippiga regioner vid skogens kanter. Den kan uthärda torka. Hypericum libanoticum blommar mellan maj och augusti.
Beståndet påverkas av intensivt bruk av betesmarker och av nya byggprojekt. IUCN listar arten som sårbar (VU).

## Bildgalleri

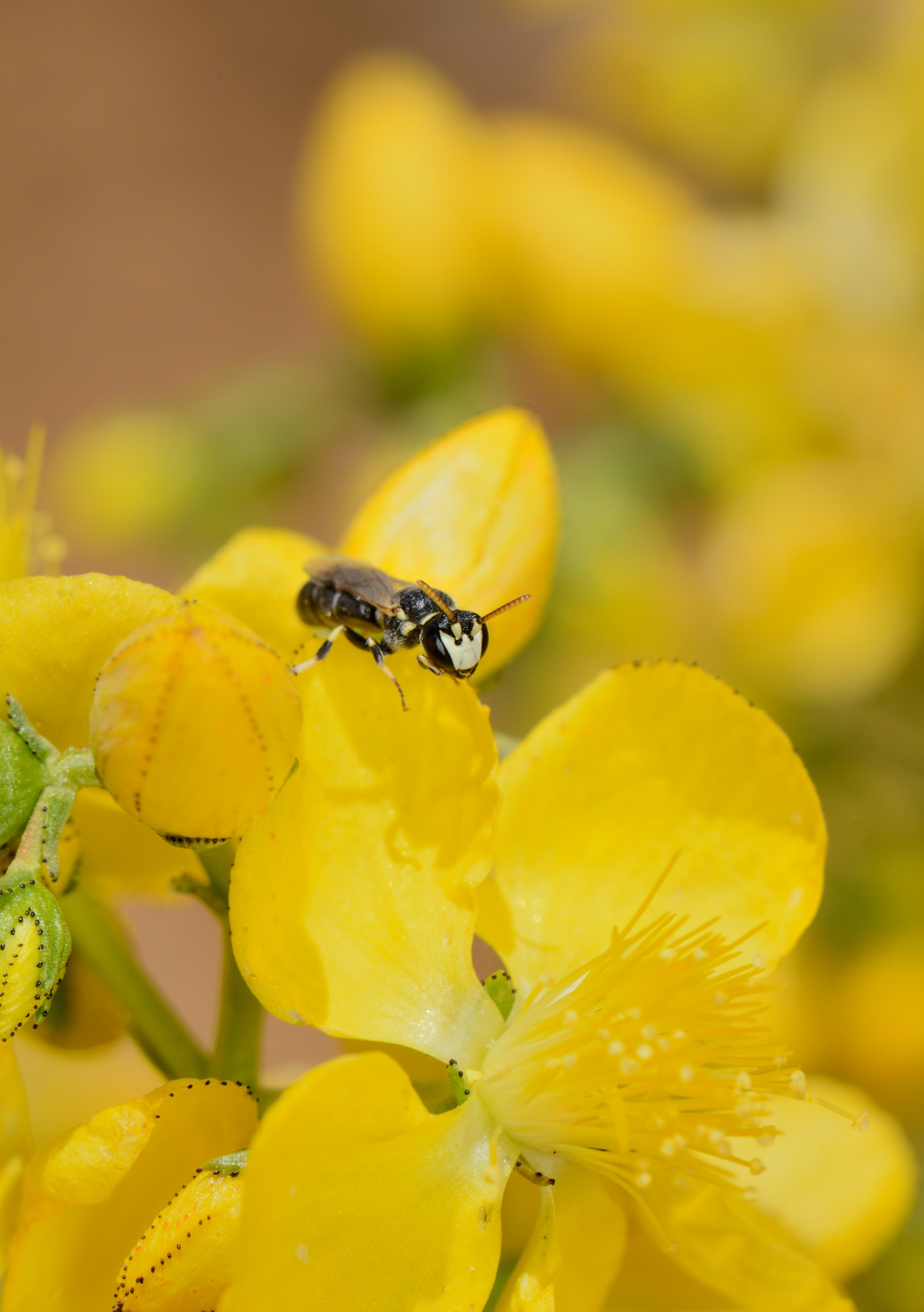
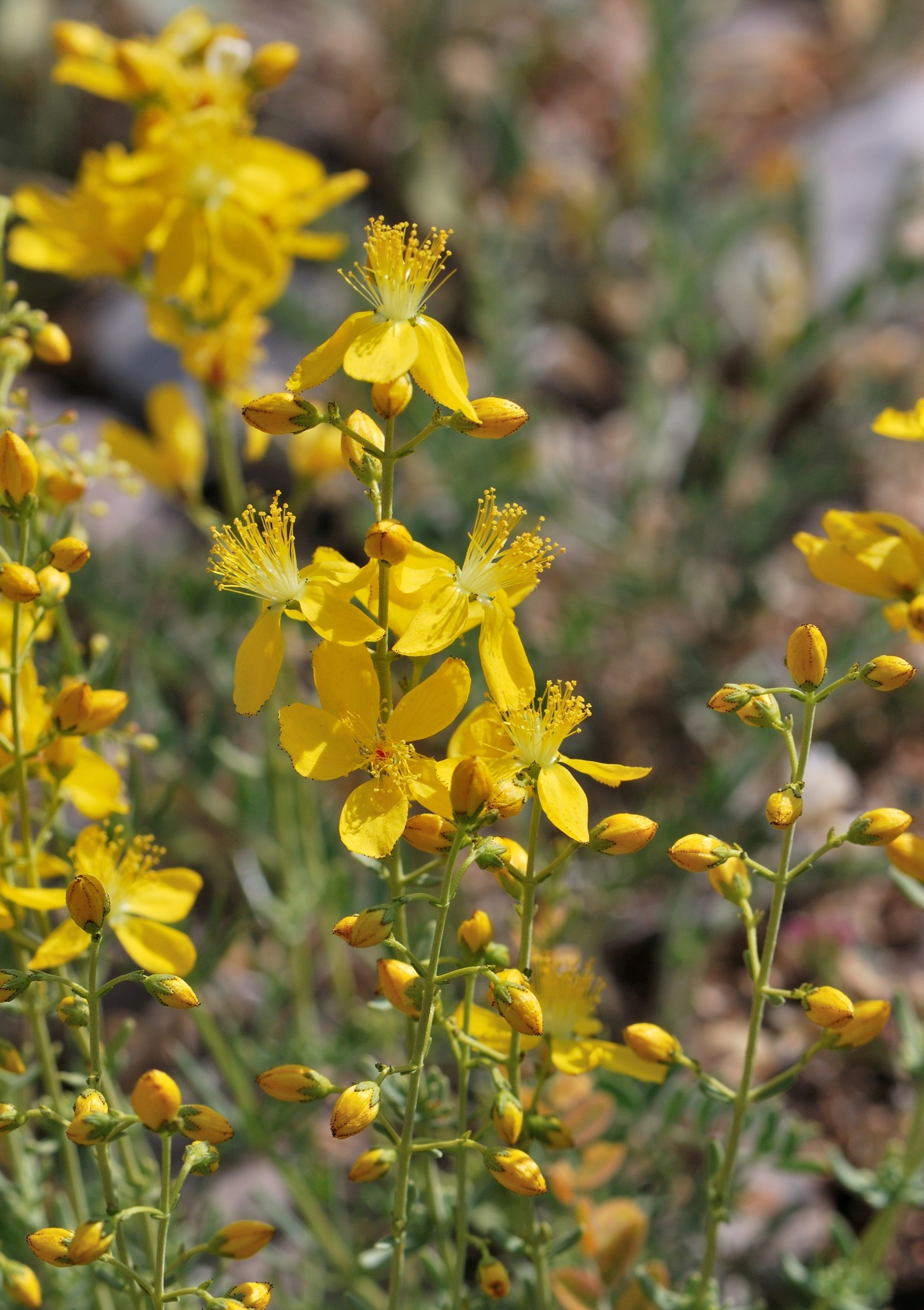